# Campeonato Mundial de Atletismo Sub-20 de 2018 - 110 m com barreiras masculino
A prova dos 110 metros com barreiras masculino do Campeonato Mundial de Atletismo Sub-20 de 2018 ocorreu entre os dias 11 e 12 de julho no Estádio de Tampere  em Tampere, na Finlândia. 

## Recordes
Antes desta competição, os recordes mundiais e do campeonato nesta prova eram os seguintes:
|     | Nome            | Nacionalidade | Tempo | Local    | Data                |
| --- | --------------- | ------------- | ----- | -------- | ------------------- |
| WJR | Wilhem Belocian | França        | 12.99 | Eugene   | 24 de julho de 2014 |
| CR  | Wilhem Belocian | França        | 12.99 | Eugene   | 24 de julho de 2014 |
| WJL | Damion Thomas   | Jamaica       | 12.99 | Kingston | 23 de junho de 2018 |

## Medalhistas
| Ouro                | Prata                 | Bronze                 |
| Damion Thomas (JAM) | Orlando Bennett (JAM) | Shunsuke Izumiya (JPN) |

## Cronograma
Todos os horários são locais (UTC+2).
| Data        | Hora  | Evento    |
| ----------- | ----- | --------- |
| 11 de julho | 09:30 | Bateria   |
| 11 de julho | 16:40 | Semifinal |
| 12 de julho | 21:02 | Final     |

## Resultados

### Bateria
Qualificação: Os 3 primeiros de cada bateria (Q) e os 3 tempos mais rápidos (q). 
| Posição | Bateria | Atleta                   | Nacionalidade  | Tempo | Notas                |
| ------- | ------- | ------------------------ | -------------- | ----- | -------------------- |
| 1       | 1       | Damion Thomas            | Jamaica        | 13.41 | Q                    |
| 2       | 7       | Enrique Llopis           | Espanha        | 13.47 | Q,                   |
| 3       | 6       | Anastas Eliopoulos       | Canadá         | 13.58 | Q                    |
| 4       | 1       | Jason Nicholson          | Grã-Bretanha   | 13.58 | Q,                   |
| 5       | 3       | Joshua Zeller            | Grã-Bretanha   | 13.59 | Q                    |
| 6       | 7       | Cory Poole               | Estados Unidos | 13.60 | Q                    |
| 7       | 4       | Michael Obasuyi          | Bélgica        | 13.62 | Q                    |
| 8       | 6       | Mattia Montini           | Itália         | 13.63 | Q                    |
| 9       | 1       | Joseph Anderson          | Estados Unidos | 13.64 | Q                    |
| 10      | 2       | Orlando Bennett          | Jamaica        | 13.65 | Q                    |
| 11      | 5       | Luis Salort              | Espanha        | 13.66 | Q                    |
| 12      | 3       | Jeanice Laviolette       | França         | 13.69 | Q                    |
| 13      | 2       | Stefan Volzer            | Alemanha       | 13.74 | Q                    |
| 14      | 3       | David Ryba               | Chéquia        | 13.75 | Q                    |
| 15      | 7       | Mathéo Bernat            | França         | 13.77 | Q                    |
| 16      | 6       | Owaab Barrow             | Catar          | 13.78 | Q, NJR               |
| 17      | 5       | Oscar Smith              | Bahamas        | 13.79 | Q                    |
| 18      | 7       | Sales Inglin             | Suíça          | 13.79 | q                    |
| 19      | 3       | Kentaro Hiraga           | Japão          | 13.80 | q                    |
| 20      | 6       | Tuur Bras                | Bélgica        | 13.82 | q                    |
| 21      | 5       | Filip Jakob Demšar       | Eslovénia      | 13.82 | Q                    |
| 22      | 2       | Rasheem Brown            | Ilhas Cayman   | 13.83 | Q                    |
| 23      | 2       | Dániel Eszes             | Hungria        | 13.86 |                      |
| 24      | 4       | Shunsuke Izumiya         | Japão          | 13.86 | Q                    |
| 25      | 2       | Denvaughn Whymns         | Bahamas        | 13.91 | Recorde pessoal      |
| 26      | 3       | Alin Ionut Anton         | Roménia        | 13.91 |                      |
| 27      | 3       | Ali Abdulmohsin Al Kamal | Iraque         | 13.93 |                      |
| 28      | 5       | Liam Mather              | Canadá         | 13.93 | Recorde pessoal      |
| 29      | 7       | Stanislav Stankov        | Bulgária       | 13.94 |                      |
| 30      | 5       | Silusapho Dingiswayo     | África do Sul  | 13.97 |                      |
| 31      | 1       | David Yefremov           | Cazaquistão    | 14.01 |                      |
| 32      | 1       | Marcos Herrera           | Equador        | 14.02 | Recorde da temporada |
| 33      | 6       | Chong Wei Guan           | Singapura      | 14.03 | NJR                  |
| 34      | 5       | Hao-Hua Lu               | Taipé Chinesa  | 14.09 |                      |
| 35      | 4       | Saoud Al Humaidi         | Catar          | 14.11 | Q                    |
| 36      | 5       | Oleksiy Ovcharenko       | Ucrânia        | 14.11 |                      |
| 37      | 2       | Alexandru Ionut Iconaru  | Roménia        | 14.12 |                      |
| 38      | 4       | Xiaohan Ning             | China          | 14.12 |                      |
| 39      | 1       | Sondre Guttormsen        | Noruega        | 14.13 |                      |
| 40      | 1       | Emrah Bozkurt            | Turquia        | 14.23 |                      |
| 41      | 2       | Konstantinos Tziakouris  | Chipre         | 14.25 |                      |
| 42      | 7       | José Roberto Radilla     | México         | 14.27 |                      |
| 43      | 4       | Kristiyan Patarov        | Bulgária       | 14.30 |                      |
| 44      | 6       | Áron Kalácska            | Hungria        | 14.32 |                      |
| 45      | 4       | Mattia Di Panfilo        | Itália         | 14.33 |                      |
| 46      | 3       | Domingo Polette          | Chile          | 14.37 |                      |
| 47      | 3       | Halomoan Edwin Binsar    | Indonésia      | 14.47 |                      |
| 48      | 4       | Mohammad Alenezi         | Kuwait         | 14.54 |                      |
| 49      | 6       | Serhat Bulut             | Turquia        | 14.57 |                      |
| 50      | 4       | Dave Wesselink           | Países Baixos  | 14.59 |                      |
| 51      | 7       | Jesse Väyrynen           | Finlândia      | 15.23 |                      |
| 52      | 5       | Xin Xu                   | Macau          | 15.28 |                      |
|         | 2       | Siegfried Zoller         | Suíça          | DNF   |                      |
|         | 7       | Andriy Vasylevskyy       | Ucrânia        | DSQ   |                      |
|         | 6       | Vittor Souza             | Brasil         | DSQ   |                      |

### Semifinal
Qualificação: Os 2 primeiros de cada bateria (Q) e os 2 tempos mais rápidos (q). 
| Posição | Bateria | Atleta             | Nacionalidade  | Tempo | Notas |
| ------- | ------- | ------------------ | -------------- | ----- | ----- |
| 1       | 3       | Jason Nicholson    | Grã-Bretanha   | 13.32 | Q,    |
| 2       | 3       | Damion Thomas      | Jamaica        | 13.37 | Q     |
| 3       | 2       | Orlando Bennett    | Jamaica        | 13.45 | Q     |
| 4       | 2       | Michael Obasuyi    | Bélgica        | 13.49 | Q     |
| 5       | 2       | Enrique Llopis     | Espanha        | 13.51 | q     |
| 6       | 2       | Shunsuke Izumiya   | Japão          | 13.57 | q     |
| 7       | 1       | Cory Poole         | Estados Unidos | 13.68 | Q     |
| 8       | 2       | Joseph Anderson    | Estados Unidos | 13.68 |       |
| 9       | 1       | Anastas Eliopoulos | Canadá         | 13.75 | Q     |
| 10      | 3       | Tuur Bras          | Bélgica        | 13.76 |       |
| 11      | 2       | Sales Inglin       | Suíça          | 13.80 |       |
| 12      | 1       | Mathéo Bernat      | França         | 13.88 |       |
| 13      | 2       | Jeanice Laviolette | França         | 13.91 |       |
| 14      | 3       | Stefan Volzer      | Alemanha       | 13.91 |       |
| 15      | 1       | Joshua Zeller      | Grã-Bretanha   | 13.91 |       |
| 16      | 1       | Kentaro Hiraga     | Japão          | 13.93 |       |
| 17      | 1       | David Ryba         | Chéquia        | 13.93 |       |
| 18      | 3       | Filip Jakob Demšar | Eslovénia      | 13.93 |       |
| 19      | 3       | Owaab Barrow       | Catar          | 14.05 |       |
| 20      | 1       | Mattia Montini     | Itália         | 14.09 |       |
| 21      | 1       | Saoud Al Humaidi   | Catar          | 14.14 |       |
| 22      | 2       | Rasheem Brown      | Ilhas Cayman   | 14.40 |       |
| 23      | 3       | Oscar Smith        | Bahamas        | 15.31 |       |
|         | 3       | Luis Salort        | Espanha        | DSQ   |       |

### Final
A prova final foi realizada no dia 12 de julho às 21:02. 
| Posição           | Raia | Atleta             | Nacionalidade  | Tempo | Notas           |
| ----------------- | ---- | ------------------ | -------------- | ----- | --------------- |
| Medalha de ouro   | 6    | Damion Thomas      | Jamaica        | 13.16 |                 |
| Medalha de prata  | 4    | Orlando Bennett    | Jamaica        | 13.33 |                 |
| Medalha de bronze | 2    | Shunsuke Izumiya   | Japão          | 13.38 | Recorde pessoal |
| 4                 | 8    | Michael Obasuyi    | Bélgica        | 13.45 |                 |
| 5                 | 3    | Jason Nicholson    | Grã-Bretanha   | 13.62 |                 |
| 6                 | 5    | Cory Poole         | Estados Unidos | 13.74 |                 |
|                   | 7    | Anastas Eliopoulos | Canadá         | DNF   |                 |
|                   | 1    | Enrique Llopis     | Espanha        | DNF   |                 |

Legenda
| Recorde mundial       | Recorde mundial (World record)               |                       | Recorde africano                      | Recorde africano (African) |                                           | Q | Classificado por posição (Qualified) |
| Recorde do campeonato | Recorde do campeonato (Championship record)  | Recorde da América    | Recorde da América (Americas)         | q                          | Classificado por melhor tempo (Qualified) |   |                                      |
| Melhor marca do ano   | Melhor marca do ano (World leading)          | Recorde asiático      | Recorde asiático (Asian)              | DNS                        | Não largou (Did not start)                |   |                                      |
| Recorde nacional      | Recorde nacional (National record)           | Recorde europeu       | Recorde europeu (European)            | DNF                        | Não terminou (Did not finish)             |   |                                      |
| Recorde pessoal       | Recorde pessoal do atleta (Personal best)    | Recorde da Oceania    | Recorde da Oceania (Oceania)          | DSQ / DQ                   | Desclassificado (Disqualified)            |   |                                      |
| Recorde da temporada  | Recorde da temporada do atleta (Season best) | Recorde sul-americano | Recorde sul-americano (South America) | NM                         | Sem marca (No mark)                       |   |                                      |